# القوة البحرية العراقية
القوة البحرية العراقية هي إحدى تشكيلات القوات المسلحة العراقية تأسست في 12 آب 1937 كقوة نهرية مؤلفة من أربعة زوارق صغيرة، أطلق عليها في بدايتها تسمية قوات حماية السواحل العراقية. غُيّرَ اسمها الرسمي إلى القوة البحرية العراقية في 12 كانون الثاني/يناير 2005. مسؤولياتها الرئيسية هي حماية السواحل والمنطقة الاقتصادية البحرية العراقية.
في شباط 2011، امتلكت البحرية على ما يقارب 5000 بحار ومشاة البحرية، والذين يشكلون مقر العمليات، المكونة من 5 أسراب بحرية، وكتيبتين بحريتين.
برئاسة اللواء الركن (محمد جواد كاظم)، كشف سلاح البحرية عن خطط لبناء ستة زوارق فئة زوارق دورية Patrol boat في بغداد، مع دخول أول القوارب للخدمة في سبتمبر 2005. ومع ذلك فقد تم الغاء هذا المشروع في نهاية المطاف. بالإضافة إلى ذلك، تم التخطيط لشراء فرقيطتين اثنين من فئة الأسد بنيت للعراق في 1980 من قبل إيطاليا في الأصل ليتم تسليمها في وقت ما حوالي 2006-2007. السفن ومع ذلك، وجدت لتكون في حالة أسوأ مما كان يعتقد أصلا، مما اضطر القوات البحرية العراقية إلى إعادة النظر في الصفقة وبدلا من ذلك شراء 4 قطع بحرية أحدث وأصغر المعدلة من Diciotti class. دمرت خمس فرقيطات بريطانية وزورق دورية سوفيتي المنشأ كانت تشغلها البحرية العراقية في عهد صدام في حربي الخليج الأولى والثانية على التوالي.
في الوقت الحالي، تم تشكيل البحرية العراقية لحماية المياه الساحلية؛ ونتيجة لذلك، فإن البحرية العراقية تحتاج أساسا إلى زوارق دورية، يمكن أن تدعم زوارق دورية بقوارب الهجوم السريع تكون مزودة بقوارب قابلة للنفخ للتمكين من الصعود على ظهر السفن، وكذلك تكون قادرة على استيعاب الطائرات المروحية التي من شأنها زيادة القدرة دورية لها. البحرية العراقية في طور بناء كتيبة ثانية من مشاة البحرية.

## التاريخ

### مملكة العراق
شكلت النواة الأولى للقوة البحرية والدفاع الساحلي في (12 آب 1937) بوصول السفن النهرية الاربع: (الجاسي، ذات الصواري، جنادة، عبد الرحمن) واعتبر هذا التاريخ يوم ولادة القوة النهرية العراقية وكان مقرها البصرة. ما بين 1937-1958 كانت القوة البحرية عبارة عن قوة نهرية بصفة أساسية.

### جمهورية العراق قبل عام 2003

علم البحرية العراقية قبل 2003

بعد ثورة 14 تموز عام 1958، بدأت البحرية العراقية في التوسع، أضيفت في أوائل الستينات عددا من زوارق الطوربيدات وسفن مقاومة الغواصات، متمركزة في ميناء أم قصر. بعد ثورة 1963 شهدت القوة البحرية العراقية تطورا سريعا فدخل للخدمة العديد من القطع البحرية وتم التعاقد على أسطول مجهز بأحدث الأسلحة والمعدات. ومن الإنجازات الأخرى هو تأسيس أكاديمية الخليج العربي للدراسات البحرية في البصرة، لرفد القوة البحرية والبحريات العربية بالضباط والمراتب البحريين والمدنيين، والتي منحت درجة البكالوريوس في هندسة الحرب والدراسات البحرية. بحلول عام 1988، نمت البحرية العراقية إلى قوة من 5,000، ولكن لعبت دورا صغيرا نسبيا خلال الحرب الإيرانية العراقية 1980-1988.
بين عامي 1977 و1987، تلقت البحرية العراقية ثمانية زوارق أوسا فئة الصواريخ، المزودة بصواريخ ستيكس، من الاتحاد السوفياتي. كذلك قامت البحرية بالتعاقد على شراء أربع فرقاطات من فئة Lupo-class وستة فرقيطات فئة Assad-class من إيطاليا، على الرغم من أن هذه السفن لم يتم تسليمها أبدا بسبب العقوبات الدولية في أعقاب الغزو العراقي للكويت.
دمرت البحرية العراقية بشكل كامل تقريبا خلال حرب الخليج عام 1991.خسائر البحرية تمثلت بغرق 19مركب وتضرر 6 أخرى وفي المجموع، تم تدمير أكثر من 100 سفينة عراقية. لم يتم إعادة بناء البحرية العراقية ولعبت دورا صغيرا في غزو العراق (2003). وكان الاستثناء الوحيد سفينتين حرب الألغام التي استولت عليها وحدات البحرية الأمريكية / خفر السواحل خلال الهجوم على الفاو؛ الساحبة Jumariya، يقطر زورقا زرع الألغام مموهة جيدا، والساحبة الراية، والتي تم تجهيزها باعتبارها زارعة الغام. الوحدات التي بقت في أواخر عام 2002، معظم المعدات كانت في حالة إصلاح سيئة، وكانت طواقم في حالة استعداد ضعيفة المستوى. ايا كانت الوحدات التي بقيت بعد عام 1991 استخدمت في المقام الأول لحماية قصور صدام على نهر دجلة.

### جمهورية العراق بعد عام 2003
في كانون الثاني 2004، قوات الدفاع الساحلية العراقية (Iraqi Costal Defense Force-ICDF) بدأت بتدريب اوائل المتطوعين ال214. في 30 أيلول 2004 بدأت قوات الدفاع بتولي مسؤولية حماية السواحل العراقية وفي 1 تشرين الأول 2004 بدأت تسيير الدوريات فعلياً.
في 11 تشرين الثاني 2008، وقع الفريق أول \ البحري (الاميرال) محمد جواد بروتوكول خور عبد الله التاريخي أو «KAA البروتوكولات» في القاعدة الكويت البحرية الغير ملزم قانونا. كان مفهوم والبروتوكول عن دورالقوات البحرية الملكية البريطانية في عام 2008 عندما كانت قيادة مهمة القوة المشتركة 158 تعمل في منطقة شمال الخليج وبالتحديد في المياه الإقليمية العراقية لحماية محطة البصرة النفطية ولتدعيم الحدود البحرية العراقية. لم يكن هناك اتفاق عسكري ملزم للمساعدة على عدم نشوب نزاع بين القوات البحرية الكويتية والعراقية في خور عبد الله وتنعكس في مخطط المكتب الهيدروغرافي المملكة المتحدة السابق والتي أعيد صياغته بعنوان «KAA التوافقية الأميرالية الرسم البياني»، وكتب بوساطة محام البحرية البريطانية الميجر ديفيد هاموند مشاة البحرية الملكية، جنبا إلى جنب مع رؤساء وموظفي كل من القوات البحرية الكويتية والبحرية العراقية والتي شهدت أول اجتماع تاريخي على متن السفينة الحربية البريطانية HMS تشاتام (F87) يوم 8 مايو 2008، وقعت البروتوكولات وصدقت في يوم 11 نوفمبر 2008 في قاعدة الكويت البحرية في حضور نائب الاميرال Gourtney الأسطول الأميركي، قائد القوات البحرية الولايات المتحدة القيادة المركزية ومقرها في البحرين وتبقى قصة نجاح دائم في المنطقة تسليط الضوء على التعاون والتنسيق بين البلدين.
في 30 نيسان 2010، تسلمت قوات البحرية العراقية المسؤولية عن حماية محطات النفط خور العمية والبصرة، وكذلك موانئ أم قصر والزبير.

## المهام
تتمثل مهام القوات البحرية في توفير الأمن البحري للمياه الإقليمية وحماية الشريط الساحلي العراقي، الدفاع عن البنى التحتية الرئيسية بما في ذلك ميناء خور العمية النفطي وميناء البصرة النفطي وميناء أم قصر التجاري وقاعدة أم قصر البحرية ضد أي أعمال عدائية خارجية وداخلية، ووقف عمليات تهريب البشر والنفط والأسلحة. وتأمين المنشآت والأهداف الحيوية للدولة وتقديم المعاونة بالإنقاذ والقطر والإمداد ومكافحة حرائق السفن التجارية وفرض قوانين الدولة في المياه الإقليمية.

## التنظيم

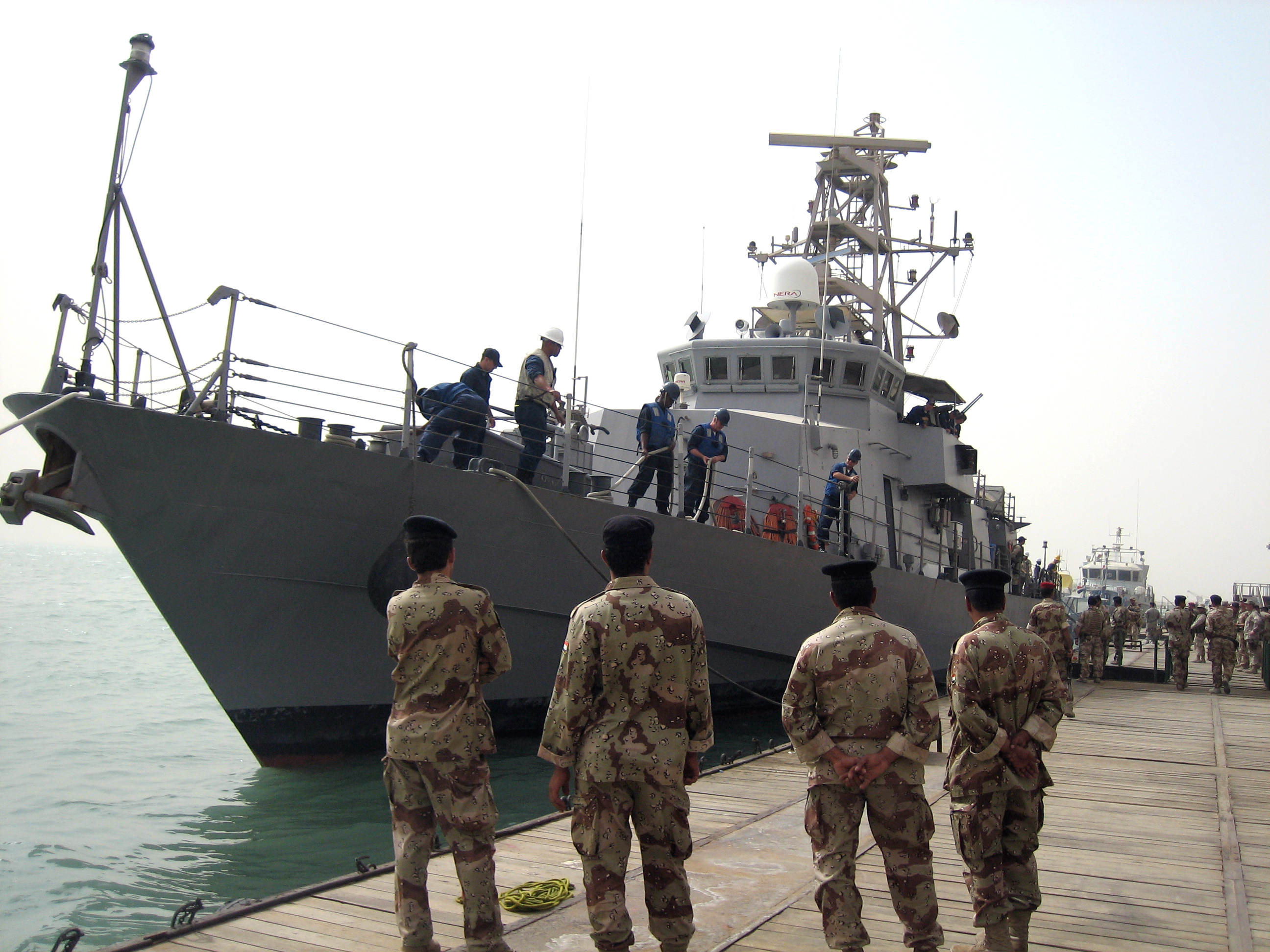
في ميناء ام قصر

### القيادة
مقر البحرية العراقية: أم قصر، البصرة
مقر العمليات: أم قصر
- مركز العمليات التكتيكية: خور العمية منصة
- مركز العمليات التكتيكية: البصرة منصة

### الاكاديميات ومراكز التدريب

#### أكاديمية الخليج العربي للدراسات البحرية
تمنح الأكاديمية نوعين من الشهادات المعترف بها دوليا منها علمية وبحرية، فالطالب في القسم البحري يحصل على شهادة بكالوريوس علوم بحرية ويمنح رتبة ضابط بحري ثان أما القسم الهندسي فيمنح شهادة بكالوريوس علوم هندسية ورتبة مهندس بحري ثان
اما طلاب مركز التدريب المهني البحري يحصل على شهادة الإعدادية، وبدرجة خبير فني بالاختصاص الذي درس علية ثلاث سنوات بعد الدراسة المتوسطة، يستطيع الطالب بعدها إكمال دراسة البكلوريوس بالعلوم الأخرى المماثلة.
مركز التدريب البحري:
من المعاهد المهمة في أكاديمية الخليج العربي للدراسات البحرية، وهو مختص بتأهيــــل الكوادر البحريـــة الوسطية للعمــــــل فــي المؤسسات والدوائرالبحريــة العسكرية والمدنية مهمة المركز
- أعداد الطلاب للعمل في مختلف الأختصاصات البحرية (فن البحر - الكهرباء - الميكانيك) وتاهيلهم للعمل بصفة نواب ضباط وكوادر فنية وسطية.
- أعداد النواب الضباط والكوادر الوسطية البحرية للعمل في المؤسسات البحرية العسكرية والمدنية بكافة الأختصاصات.

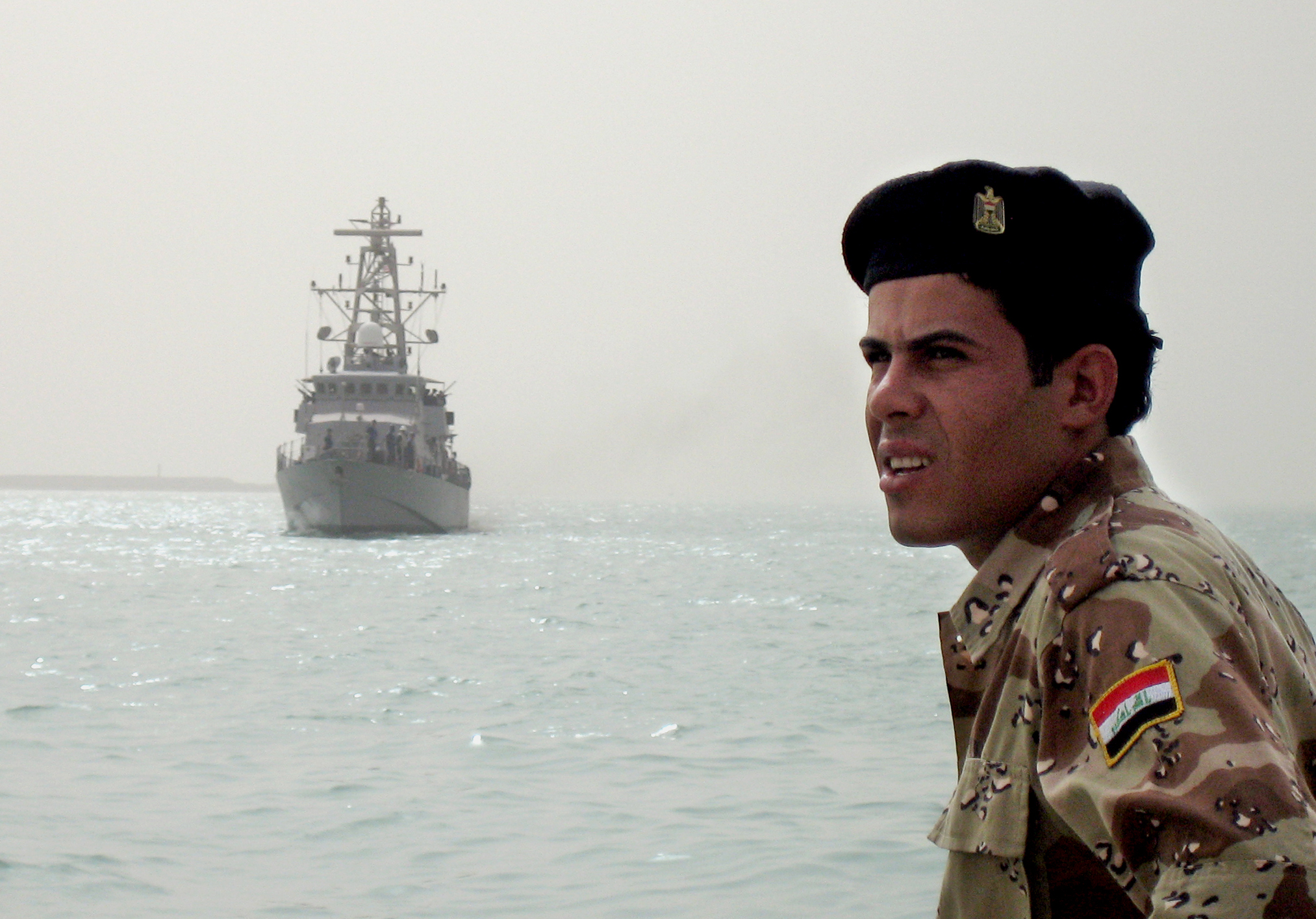
جندي عراقي تابع للبحرية العراقية في شط العرب

دورة تدريبية لاطقم القوارب السريعة

### تشكيلات القوة البحرية
زوارق دورية:
- سرية زوارق دورية (سرب باترول): أم قصر

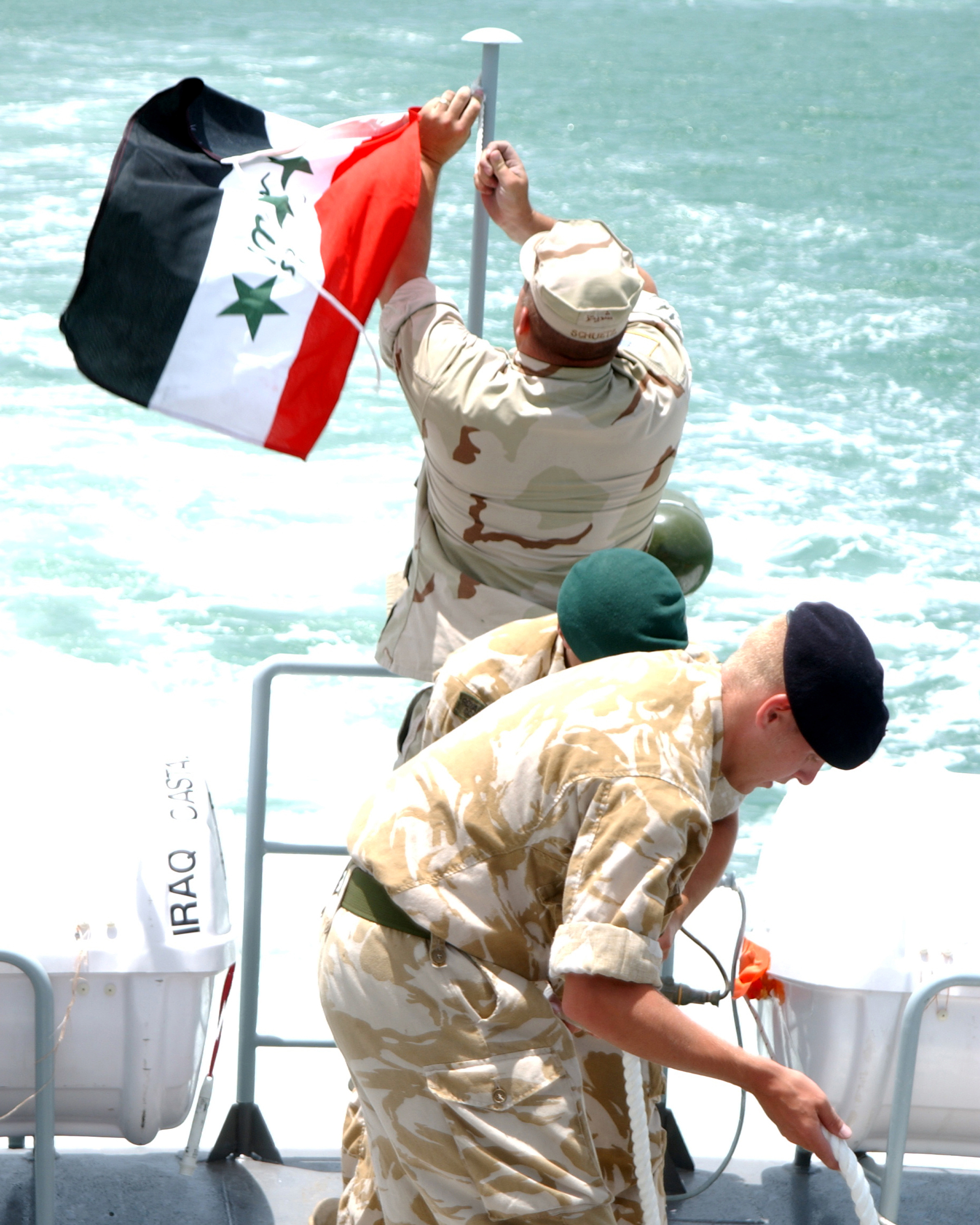
اثناء رفع العلم العراقي على إحدى السفن

- سرية زوارق دورية (سرب باترول): مخطط
- سرية زوارق دورية (سرب باترول): مخطط
- سرية زوارق دورية (سرب باترول): مخطط

زوارق سريعة
سرية زوارق صغيرة (سرب): أم قصر
الدعم والمساعدة
سرية الدعم والمساعدة: أم قصر
البحث والإنقاذ
سرية الغطس: أم قصر

### مشاة البحرية
فرقة مشاة البحرية الأولى كتيبة القوات الخاصة البحرية: مدينة البصرة
في كانون الأول 2010 أعيدت تسمية فرقة مشاة البحرية الأولى ونقلت إلى مدينة البصرة. بلغت كامل قوتها في عام 2011.
- كتيبة مشاة البحرية الأولى (ولفرينز): أم قصر
- كتيبة مشاة البحرية الثانية: أم قصر / الزبير
- كتيبة مشاة البحرية الثالثة: مدينة البصرة
- لواء مشاة البحرية الأول قاعدة وحدة الدعم: مدينة البصرة

فرقة مشاة البحرية الثانية لواء كتيبة القوات الخاصة البحرية: مخطط

### القواعد
- قاعدة أم قصر: أهم قاعدة بحرية عسكرية إلى الجنوب من مدينة أُم قصر (على مقربة من ميناء ام قصر التجاري) بالقرب من الحدود العراقية الكويتية
- قاعدة الفاو: تمت الموافقة على إنشاء قاعدة بحرية متقدمة مطلة على الخليج العربي بالمزامنة مع إنشاء ميناء الفاو الكبير وتقع في مقدمة الميناء وضمن حوضه الملاحي.

## شؤون الموظفين

### قادة قيادة القوة البحرية
| الرتبة العسكري      | اسم القائد      | فترة تولي المنصب |
| ------------------- | --------------- | ---------------- |
| اللواء البحري       | محمد جواد كاظم  | لغاية 2005       |
| الفريق البحري الركن | علي حسين علي    | 2005-2009        |
| اللواء البحري الركن | سلام محمد احمد  | 2009-2015        |
| الفريق البحري الركن | احمد جاسم معارج | 2015-            |

### الضباط والبحارة
بلغ تعداد القوة البحرية العراقية 5000 عنصر في عام 2011 من بحار وضابط بحري بالإضافة إلى مشاة البحرية (المارينز) الذين يتولون حراسة المنصات البحرية والموانئ التجارية.

### الرتب[9]
تخضع القوة البحرية العراقية إلى ضوابط وسياقات القوات المسلحة العراقية في ما يخص رتب الضباط وضباط الصف والجنود

#### رتب الضباط
| رتب حلف الناتو    | OF-1       | OF-1           | OF-2      | OF-3      | OF-4      | OF-5      | OF-6      | OF-7     | OF-8      | OF-9          |
| ----------------- | ---------- | -------------- | --------- | --------- | --------- | --------- | --------- | -------- | --------- | ------------- |
| رتب القوة البحرية |            |                |           |           |           |           |           |          |           |               |
| اللقب             | ملازم بحري | ملازم أول بحري | نقيب بحري | رائد بحري | مقدم بحري | عقيد بحري | عميد بحري | لواءبحري | فريق بحري | فريق أول بحري |

#### ضباط الصف والجنود
| QR-1 رتب حلف الناتو | QR-2            | QR-4                                   | QR-3         | QR-5       | QR-6 | QR-7 |
| ------------------- | --------------- | -------------------------------------- | ------------ | ---------- | ---- | ---- |
|                     |                 | لا يوجد ما يعادلها في البحرية العراقية |              |            |      |      |
| جندي (بحرية)        | جندي أول (بحري) | نائب عريف (بحري)                       | عريف (بحرية) | رئيس عرفاء |      |      |

## المعدات

### الدوريات وقتال السواحل
| زوارق دورية        | زوارق دورية                                                                               | زوارق دورية | زوارق دورية |
| الفئة              | الرقم التسلسلي                                                                            | العدد       | الصورة      |
| ------------------ | ----------------------------------------------------------------------------------------- | ----------- | ----------- |
| فئة آساد           | F-210 F-212                                                                               | 2           |             |
| فئة الفتاح         | PS-701 PS-702 PS-703 PS-704                                                               | 4           |             |
| طراز Swiftships-35 | P-301,P-302,P-303,P-304 P-305,P-306,P-307,P-308 P-309,P-310,P-311,P-312 P-313,P-314,P-315 | 15          |             |
| فئة المفترس        | P-101,P-102,P-103 P-104,P-105                                                             | 5           |             |
| فئة البصرة         | OSV-401 OSV-402                                                                           | 2           |             |

- عدد 24 قارب الالمنيوم سريع.
- عدد 10 قوارب قابلة للنفخ.

### فئة آساد - فرقيطة
تعاقد العراق في ثمانينات القرن الماضي على ست فرقيطات من فئة آساد 63.3 متر، ولكن لم يتم تسليمها إلى العراق بسبب حظر الاسلحة المفروضة عليه نتيجة لتداعيات حرب الخليج 1991. في تشرين الأول 1995 تم شراء اربع من الفرقيطات الست من قبل البحرية الملكية الماليزية كفئة Laksamana-class corvette بينما جمدت الفرقيطتين الباقيتين في مدينة La Spezia. في 19 آيار 2017، ذكر تقرير بان الفرقيطتين سيتم تسليمها إلى البحرية العراقية بعد 26 عام من تصنيعها. في النهاية غادرت الفرقيطتين مدينة La spezia على متن سفينة نقل شبه غاطسة Eid Trader في 22 آيار ووصلت إلى العراق في حزيران 2017.

### فئة الفتاح
في 15 فبراير 2006 وقعت القوة البحرية العراقية على عقد بقيمة 101,000,000 $ مع الحكومة الإيطالية لتوفير أربعة سفن دوريات بحرية فئة الفتاح 53.4 متر.
هذه السفن هي سفن معدلة من سفن الدورية فئة Diciotti class، كما السفن التي تستخدمها في الأصل قوات خفر السواحل الايطالية Guardia Costiera. السفن التي سيتم بناؤها من قبل Fincantieri في Riva Trigoso، مع بعض التعديلات بما في ذلك زيادة قدرة الطاقم إلى 38. ويضم العقد أيضا توفير الدعم اللوجستي وتدريب الطواقم وكل طاقم يكمل دورة تدريبية امدها 7 أسابيع. بالتعاون مع البحرية الإيطالية (Marina Militare)، مع دورة محاكاة غرفة القيادة لمدة اسبوع واحد في الأكاديمية البحرية الايطالية في مدينة Livorno لكل طاقم مكلف.
في آيار 2009، سلمت أول سفينة دورية (فتاح 701) في حوض La Spezia لبناء السفن في Muggiano.ابتدأ تدريب طاقم السفينة في كانون الثاني 2009، وسوف تتجه الآن لأم قصر، برحلة تستغرق 20 يوما وتقطع مسافة 5,000 ميلا بحريا عبر البحر الأبيض المتوسط، قناة السويس والبحر الأحمر. وسيتم الانتهاء من تدريب إضافي، وذلك قبل تولي السفينة مهامها الدورية من البحرية الملكية البريطانية، الذين سيعودون في حينها إلى دور تدريب الطاقم الجدبد. وسوف تستخدم هذه السفن للقيام بدوريات في المنطقة الاقتصادية الخاصة، والسيطرة على حركة الملاحة البحرية، للبحث والإنقاذ ومكافحة الحرائق.

### طراز Swiftships-35
في أيلول 2009، منحت البحرية العراقية عقد بقيمة 181,000,000 $ لحوض بناء السفن Swiftships في Morgan City, في ولاية Louisiana لبناء تسعة سفن دورية ساحلية من الطراز 35PB1208 E-1455 بطول 35 متر. ويتم شراء السفن تحت اشراف المبيعات العسكرية الأجنبية FMS. ومن المتوقع بحلول نهاية هذا العام ان تقوم البحرية العراقية بمنح عقد بقيمة 109,000,000 $ لبناء سفينتين 60-متر للدعم البحري.سيساهم منهاج المبيعات العسكرية الاجنبية FMS بمبلغ 82000000 $. السفن سوف تقديم الدعم اللوجستي لتأمين منصات النفط، إلى القوارب المعترض وأكثر من 60 زورق للهجوم السريع.

### فئة المفترس
خمس زوارق فئة المفترس 27 متر (NHS615) زوارق دورية: (P-101)، (P-102)، (P-103)، (P-104)، (P-105)؛ بنيت من قبل شركة Wuhan Nanhua High-speed Ship Engineering Co., Ltd. وتم تسليمها في عام 2002، كانت لتكون سفن ICDF الجديدة الأولى وكان من المقرر أن يتم شرائها في إطار برنامج النفط مقابل الغذاء. بسبب التوافق العسكرية لم يسمح لها بدخول العراق حتى عام 2003.السفينة تحتوي على سطح رئيسي واحد مع مقدمة مرتفعة قليلا وغرفة سطح السفينة وغرفة قيادة السفينة. بدن السفينة السفلي ينقسم بواسطة حواجز مستعرضة إلى اربع اماكن. سرعة السفينة في ظل ظروف التجارب هو 32 عقدة، الطاقم: 14.

### سفن دعم
- 1 سفينة الإمداد البحري
  - الشمس (Sun):[17]

في أيلول 2006، شركة البحرية العراقية ستسلم السفينة الجديدة (الشمس أو The Sun) والتي تم شراؤها من شركة النقل المائي العراقية للعمل كمحطة توجيه عائمة عبر النظام البحري. في مارس 2010، منحت البحرية العراقية عقد بقيمة 70 مليون دولار من خلال FMS إلى شركة RiverHawk Fast Sea Frames, LLC في مدينة Tampa بولاية فلوريدا لسفينتين 60-متر للدعم البحري. تم تسليم السفينتين في 20 كانون الأول 2012.
- 2 × 60 متر سفن الدعم البحري فئة البصرة Al Basra-Class
  - 401 البصرة
  - 402 الفيحاء

## المشتريات المستقبل
وورد أن البحرية العراقية ستشتري الطائرات بدون طيار ScanEagle UAVs في المستقبل القريب لدعم الاستطلاع البحري. العدد الدقيق ومواعيد التسليم لا تزال غير معروفة اعتبارا من كانون الثاني 2012.

## معرض الصور
|  |  |  |  |
|  |  |  |  |
|  |  |  |  |
|  |  |  |  |

## وصلات خارجية
- http://www.defendamerica.mil/articles/feb2005/a021705la1.html
- http://www.navyleague.org/sea_power/jun_05_66.php
- http://iraqieconomy.org/home/bilecon/uae/20050515
- http://www.cpa-iraq.org/pressreleases/20040419_coastal_defense.html
- David Axe – On Its Own: The Iraqi Navy in 2005 – Proceedings, August 2005
- David Axe – Resurrection – Sea Power, November 2005
- http://www.nanhuaship.com/EN/product.asp?pid=18&cid=74&page=3

[[:|]]

القوات البرية

القوات الجوية

القوات البحرية

الدفاع الجوي